# BRDM-1
BRDM (ros. БРДМ, Бронированная разведывательно-дозорная машина) – radziecki opancerzony samochód rozpoznawczy z okresu po II wojnie światowej

## Historia
Po wprowadzeniu, na początku lat pięćdziesiątych, do uzbrojenia armii radzieckiej transporterów opancerzonych BTR-40 w toku ich użycia stwierdzono, że pomimo ich dobrych walorów taktyczno-technicznych nie spełniają jednak wymagań ówczesnego pola walki. Miały zwłaszcza trudności z pokonywaniem przeszkód wodnych. W związku z tym pod koniec 1954 roku, w biurze konstrukcyjnym W.A. Diedkowa, rozpoczęto opracowywania nowego samochodu opancerzonego. Jego głównym konstruktorem został W.K. Rubcow. 
Początkowo miała to być wersja pływająca transportera BTR-40. Z tego powodu otrzymał on robocze oznaczenie BTR-40P. Do jego konstrukcji użyto wielu elementów i zespołów stosowanych w tym transporterze. Z uwagi jednak na szereg zmian jakie w nim wprowadzono, pojazd otrzymał ostatecznie nazwę BRDM (skrót od: Bronirowannaja Rozwiedywatielno-Dozornaja Maszyna, z ros. Opancerzony Pojazd Rozpoznawczo-Patrolowy). Miał on zdolność pływania i dodatkowe, chowane w kadłubie, koła nośne ułatwiające pokonywanie rowów i okopów. Zastosowano również centralny układ pompowania kół – co stało się później standardem w przypadku samochodów wojskowych.
Pierwszy prototyp nowego samochodu zbudowano w lutym 1956 roku, a już w roku następnym przystąpiono do ich produkcji seryjnej. Pierwsze serie nie miały opancerzenia góry przedziału bojowego, co zmieniono w późniejszym czasie. 
Początkowo samochody BRDM uzbrojone były w jeden karabin maszynowy SGMB kal. 7,62 mm umieszczony na kadłubie. Później zmieniono go na wielkokalibrowy karabin maszynowy DSzK, a później KPWT.  
Rozpoczęto również produkcję pojazdów uzbrojonych w wyrzutnie kierowanych pocisków przeciwpancernych. Zostały one wprowadzane do użycia na początku lat sześćdziesiątych. 
Produkcję samochodów BRDM zakończono w 1966 roku po wprowadzeniu do produkcji nowego opancerzonego samochodu rozpoznawczego BRDM-2. Oprócz ZSRR samochód BRDM produkowany był na licencji, na Węgrzech. Zbudowano około 10 tysięcy tych pojazdów. 
Budowane wersje opancerzonego samochodu rozpoznawczego BRDM
- BRDM – wersja podstawowa, przeznaczona do oddziałów rozpoznawczych uzbrojona w karabin maszynowy
- BRDM-W – wóz dowodzenia wyposażony w dodatkową radiostację
- BDRM-RCh – wóz rozpoznania chemicznego wyposażony w urządzenia do wykrywania skażenia terenu (chemicznego, radiologicznego)
- 2P27 – nosiciel wyrzutni przeciwpancernych pocisków kierowanych wyposażony w wyrzutnie 2K16 (trzyprowadnicową) – pociski 3M6 Trzmiel
- 2P32 – nosiciel wyrzutni przeciwpancernych pocisków kierowanych wyposażony w wyrzutnie 2K8 (czteroprowadnicową) – pociski 3M11 Falanga
- 2P110 – nosiciel wyrzutni przeciwpancernych pocisków kierowanych wyposażony w wyrzutnie 9К14М – pociski 9M14 Malutka

## Służba
Pierwsze opancerzone samochody rozpoznawcze BRDM trafiły do jednostek armii radzieckiej w 1957 roku do jednostek rozpoznawczych. Następnie otrzymały je również niektóre armie państw Układu Warszawskiego. 
W Polsce początkowo używano ich w jednostkach rozpoznawczych związków pancernych. W tym także oddziałach rozpoznania chemicznego. 
Duża ich liczba została sprzedana do państw afrykańskich i na Bliski Wschód, gdzie były używane w licznych lokalnych konfliktach.

## Użytkownicy
Aktualni użytkownicy
- Afganistan – 50 BRDM-1 zostało zamówionych w 1970 roku, a dostarczone zostały w latach 1970-1971 (wcześniej pojazdy te służyły w Armii Radzieckiej).
- Angola – 120[1]
- Benin
- Czad – 122[2]
- Demokratyczna Republika Konga – 20[3]
- Dżibuti
- Egipt – 200
- Erytrea
- Etiopia – 65[4]
- Gwinea – 10 BRDM-1 zostało zamówionych w 1968 roku, a dostarczone zostały rok później (pojazdy były prawdopodobnie używane, z drugiej ręki)
- Gwinea Bissau
- Indie
- Jemen
- Libia
- Madagaskar
- Malawi
- Mali
- Mauretania
- Mongolia – 9P110
- Maroko
- Mozambik
- Naddniestrze[5]
- Nikaragua
- Peru
- Republika Środkowoafrykańska
- Republika Zielonego Przylądka
- Seszele
- Tanzania – 30 pojazdów zostało zamówionych w 1964 roku, a rok później zostały dostarczone.
- Uganda
- Wietnam
- Zambia
- Zimbabwe

Byli użytkownicy
- Albania
- Białoruś
- Bułgaria
- Czechosłowacja – zastąpione przez BRDM-2
- Indonezja
- Irak – wszystkie zniszczone lub pocięte na złom.
- Jugosławia
- Kuba
- NRD – zastąpione przez BRDM-2
- Polska – 800 BRDM-1 zostało zamówionych w 1961, a dostarczone zostały w latach 1961-1964. W późniejszym czasie zostały zastąpione przez BRDM-2.
- Rumunia – 9P110
- Serbia – 30
- Somalia – wycofane
- Ukraina
- Węgry
- Wietnam Północny
- ZSRR

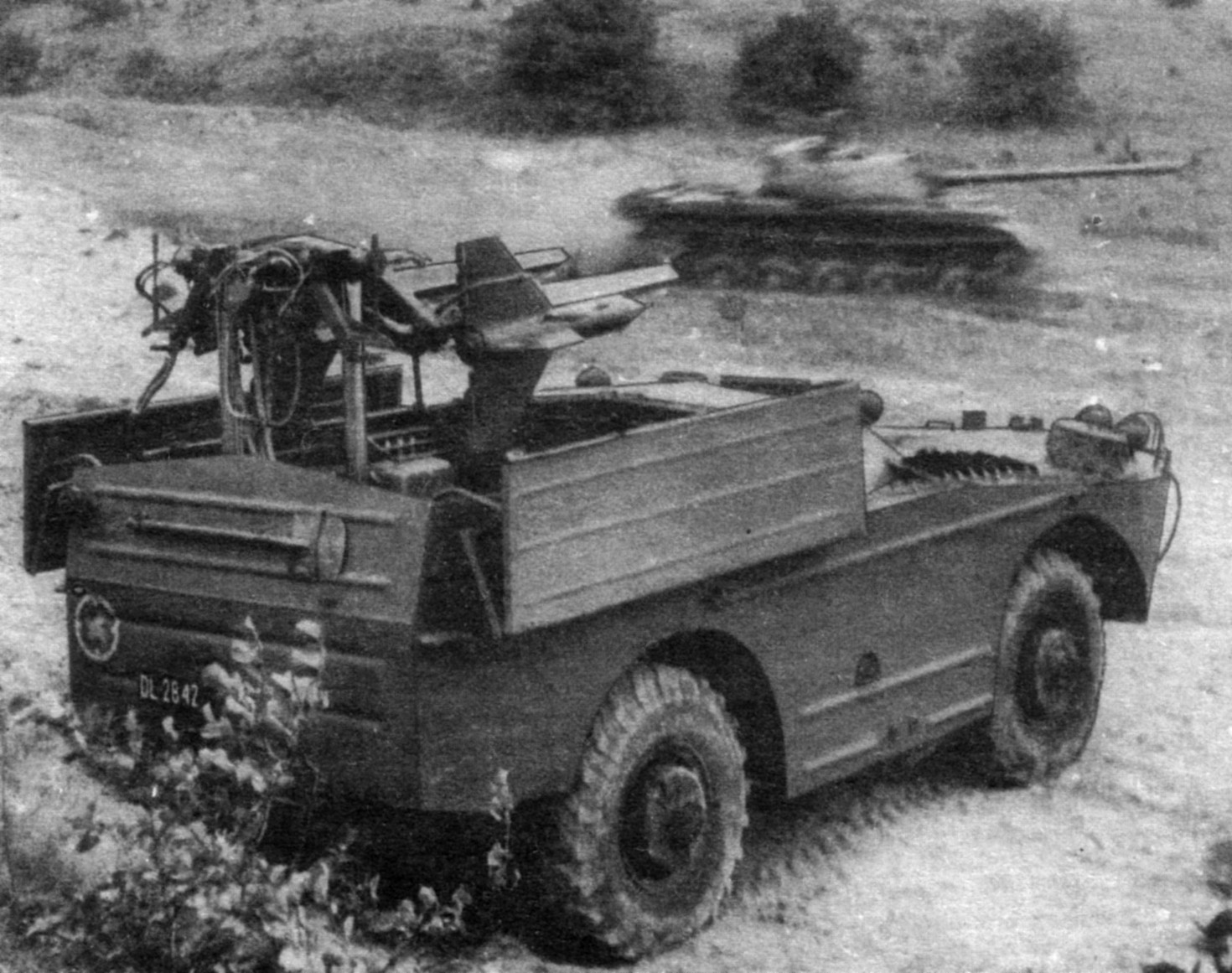
2P27 wyposażony w wyrzutnie z pociskami 3M6 Trzmiel
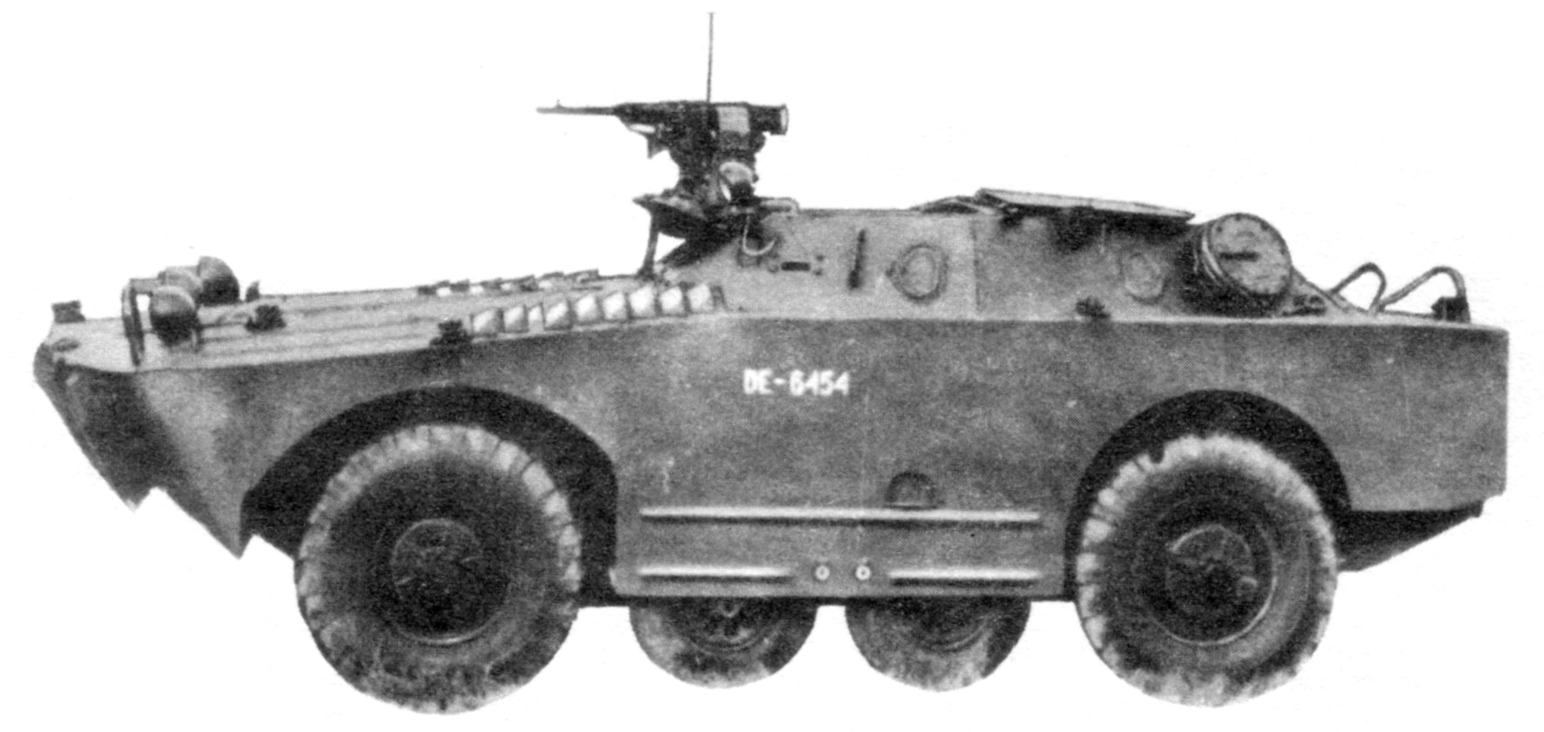
BRDM-1